# Итурра, Мануэль
Мануэ́ль Иту́рра (исп. Manuel Rolando Iturra Urrutia; род. 23 июня 1984 года, Темуко, Чили) — чилийский футболист, полузащитник. Выступал за сборную Чили.

## Клубная карьера
Мунэль — воспитанник футбольной академии «Универсидад де Чили». В матче против «Кобрелоа» он дебютировал в чилийской Примере. Благодаря уверенной игре, Итурра быстро завоевывал место в основном составе клуба. В Апертуре 2004 в дерби против «Коло-Коло», полузащитник забил свой первый гол за «Универсидад», а его клуб одерживал уверенную победу, 4-0. 8 мая 2009 года, Итурра провёл свой 200-й матч за клуб, в Кубке Либертадорес против бразильского «Крузейро». В составе своей команды Мануэль два раза становился чемпионом Чили.
В январе 2011 года Мануэль подписал контракт с португальским клубом «Униан Лейрия». 12 февраля в матче против «Насьонала» он дебютировал в Сангриш лиге.
В конце сезона 2010/11 Итурра на правах аренды перешёл испанскую «Мурсию». 3 сентября в матче против «Эльче» он дебютировал в испанской Сегунде. 17 сентября того же года в матче против «Реал Вальядолид» Мануэль забил свой первый гол за «Мурсию». Летом 2012 года Итурра перешёл в «Малагу», став заменой ушедшему в «Сампдорию» Энцо Мареске. 18 сентября 2012 года матче Лиги Чемпионов против питерского «Зенита», Мануэль дебютировал за новый клуб. 23 сентября во встрече против «Атлетика», чилиец дебютировал в Ла Лиге. 24 октября 2012 года в поединке группового этапа Лиги Чемпионов против «Милана» Итурра отдал голевой пас Хоакину Санчесу, который забил единственный гол в матче. 16 января 2013 года в матче Кубка Испании против «Барселоны» Мануэль забил свой первый гол за «Малагу».
В июне 2013 году Итурра подписал контракт на три года с командой «Гранада». 18 августа в матче против «Осасуны» он дебютировал за новый клуб. 26 октября в поединке против «Эльче» Мануэль забил свой первый гол за «Гранаду». Летом 2015 года Итурра перешёл в итальянский «Удинезе». 23 августа в матче против «Ювентуса» он дебютировал в итальянской Серии A. В январе 2016 года чилийский опорный полузащитник перешёл в качестве арендного игрока до конца сезона в испанский «Райо Вальекано». 12 февраля в поединке против хихонского «Спортинга» Итурра дебютировал за новый клуб.
Летом 2016 года Мануэль перешёл в мексиканскую «Некаксу». 24 июля в матче против «Леона» он дебютировал в мексиканской Примере. В начале 2018 года Итурра вернулся в «Малагу», но клуб вылетел по итогам сезона и Мануэль на правах свободного агента присоединился к «Вильярреалу». 16 сентября в матче против «Леганеса» он дебютировал за новую команду.

## Международная карьера
18 августа 2005 года в матче против сборной Перу Итурра дебютировал за сборную Чили. 24 мая 2006 года в поединке против сборной Ирландии забил свой первый гол за национальную команду.
В 2007 году Итурра в составе сборной страны принял участие в Кубке Америки в Венесуэле. На турнире он сыграл в матчах против Мексики и дважды Бразилии.

### Голы за сборную Чили
| #   | Дата        | Место                           | Противник | Счёт | Результат | Соревнование      |
| --- | ----------- | ------------------------------- | --------- | ---- | --------- | ----------------- |
| 01. | 26 мая 2006 | Лэнсдаун Роуд, Дублин, Ирландия | Ирландии  | 1:0  | 1:0       | Товарищеский матч |

## Достижения
Командные
 «Универсидад де Чили»
- Чемпионат Чили по футболу — Апертура 2009
- Чемпионат Чили по футболу — Апертура 2004